# Reinerita
La reinerita és un mineral de la classe dels òxids. Va ser anomenada per Willy Reiner, un químic de la Tsumeb Corporation; va ser qui va analitzar el mineral tipus.

## Característiques
La reinerita és un òxid de fórmula química Zn₃(AsO₃)₂. Cristal·litza en el sistema ortoròmbic. La seva duresa a l'escala de Mohs és 5 a 5,5.
Segons la classificació de Nickel-Strunz, la reinerita pertany a «04.JA - Arsenits, antimonits, bismutits; sense anions addicionals, sense H₂O» juntament amb els següents minerals: leiteïta, apuanita, karibibita, kusachiïta, schafarzikita, trippkeïta, versiliaïta, schneiderhöhnita, zimbabweïta, ludlockita, paulmooreïta, estibivanita i chadwickita.

## Formació i jaciments
Només s'ha descrit a la seva localitat tipus i a la Xina. Es troba en zones d'oxidació profunda en dipòsits polimetàl·lics.
Sol trobar-se associat als següents minerals: calcocita, bornita, wil·lemita, smithsonita, hidrocincita, hemimorfita, adamita, olivenita i gebhardita.